# Tectaria minuta
Tectaria minuta är en ormbunkeart som beskrevs av Edwin Bingham Copeland. Tectaria minuta ingår i släktet Tectaria och familjen Tectariaceae. Inga underarter finns listade.